# Théâtre municipal de Castres
Le théâtre municipal de Castres est un théâtre français, protégé au titre des monuments historiques et situé à Castres (Tarn), fait par l’architecte Joseph Galinier. 

## Origine

### Le théâtre à Castres
Dès 1784, M. de Labarthe réunit la haute société castraise dans son hôtel Frascaty, pour y faire donner des représentations théâtrales. L'année suivante, le conseil de la communauté autorise une troupe itinérante à se produire en ville. Il ne fallut qu'une année de plus pour que deux salles de spectacles se développent à Castres : une pour la noblesse rue des Boursiers (créée par Alexandre de Nairac), et l'autre pour la bourgeoisie place du Mail. 
Malgré la Révolution française, le théâtre continue de bien se porter dans tout le Tarn, selon René Artigaut. Cependant, à partir de 1858, l'engouement pour cet art commence à se perdre ; certains directeurs de troupe font alors faillite. Il ne reste alors plus que quelques troupes itinérantes de passage à Castres.

### Contexte
Malgré cette perte d'intérêt, la municipalité de Castres commence à réfléchir à la construction d'une salle de spectacle dès 1891, pour distraire une importante garnison et donner un lieu de représentation aux sociétés musicales locales.
Il choisit de l'implanter dans le quartier historique, face aux jardins de l'évêché, près du palais épiscopal et de la cathédrale Saint-Benoît.

### Historique
Le théâtre est construit d'après un plan établi par l'architecte toulousain Joseph Galinier, élève de Charles Garnier, qui s'est déjà occupé du théâtre d'Albi. Les plans sont approuvés le 9 décembre 1898. Jean-Paul Laurens est mandé pour peindre la coupole et les différents tableaux du théâtre. Les travaux durent jusqu'en 1904, et l'inauguration a lieu le 17 avril 1904. Preuve de son succès, dès la première année, plus de vingt-sept mille entrées sont comptabilisées. 
En 1931, il est adapté à la projection cinématographique, puis inutilisé après la Seconde Guerre mondiale. En 1982, il bénéficie d'une mise aux normes de la sécurité et d'une réfection, après lesquelles il sera remis en fonctionnement.
Le théâtre bénéficie de deux protections au titre des monuments historiques, toutes deux datées du 3 février 2000 : un classement pour la salle de spectacle et le foyer et une inscription pour le reste du théâtre.
Des travaux destinés à améliorer le confort du public ont depuis été menés.

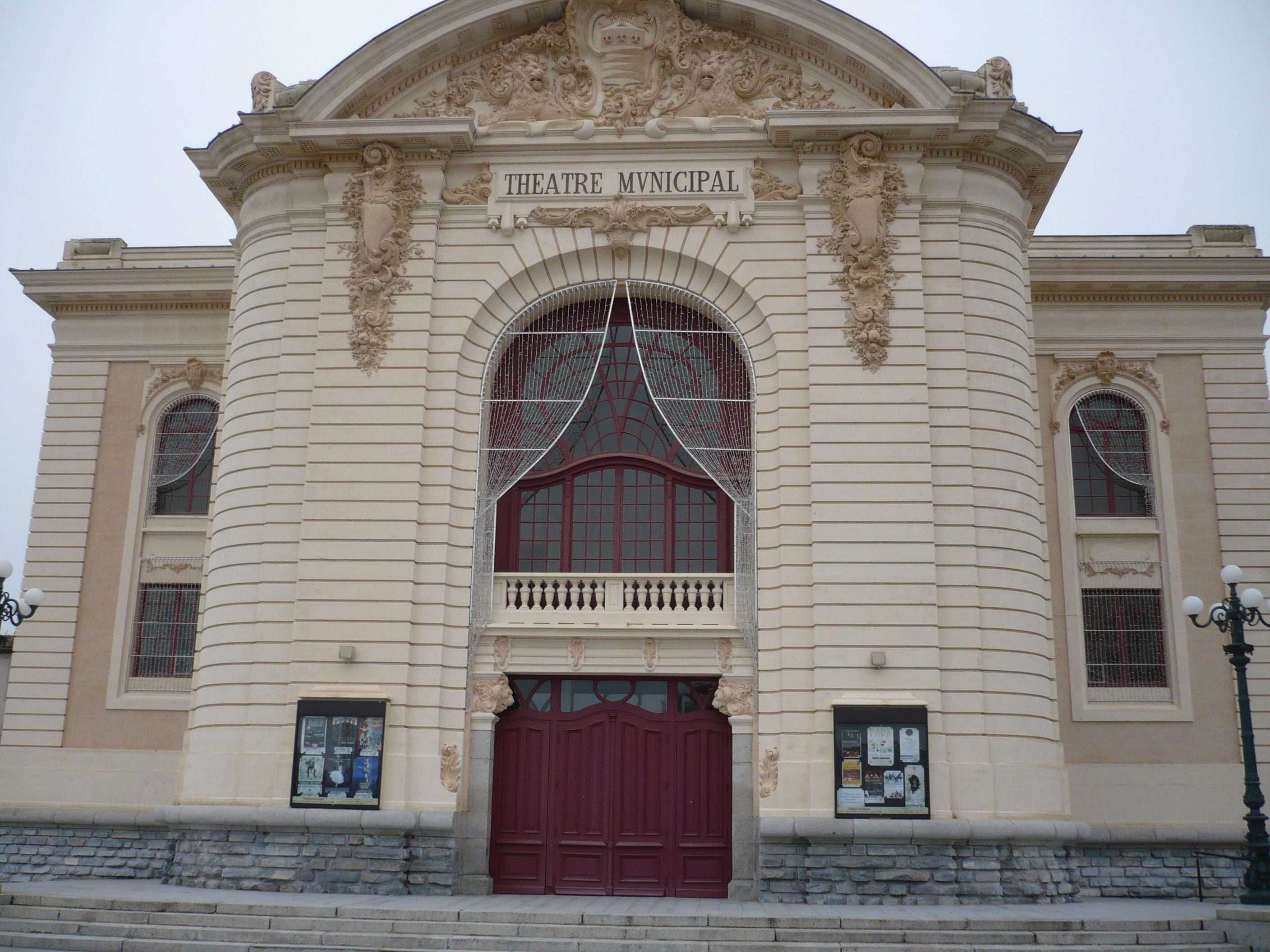
L'entrée du théâtre construit au début du XXe siècle.
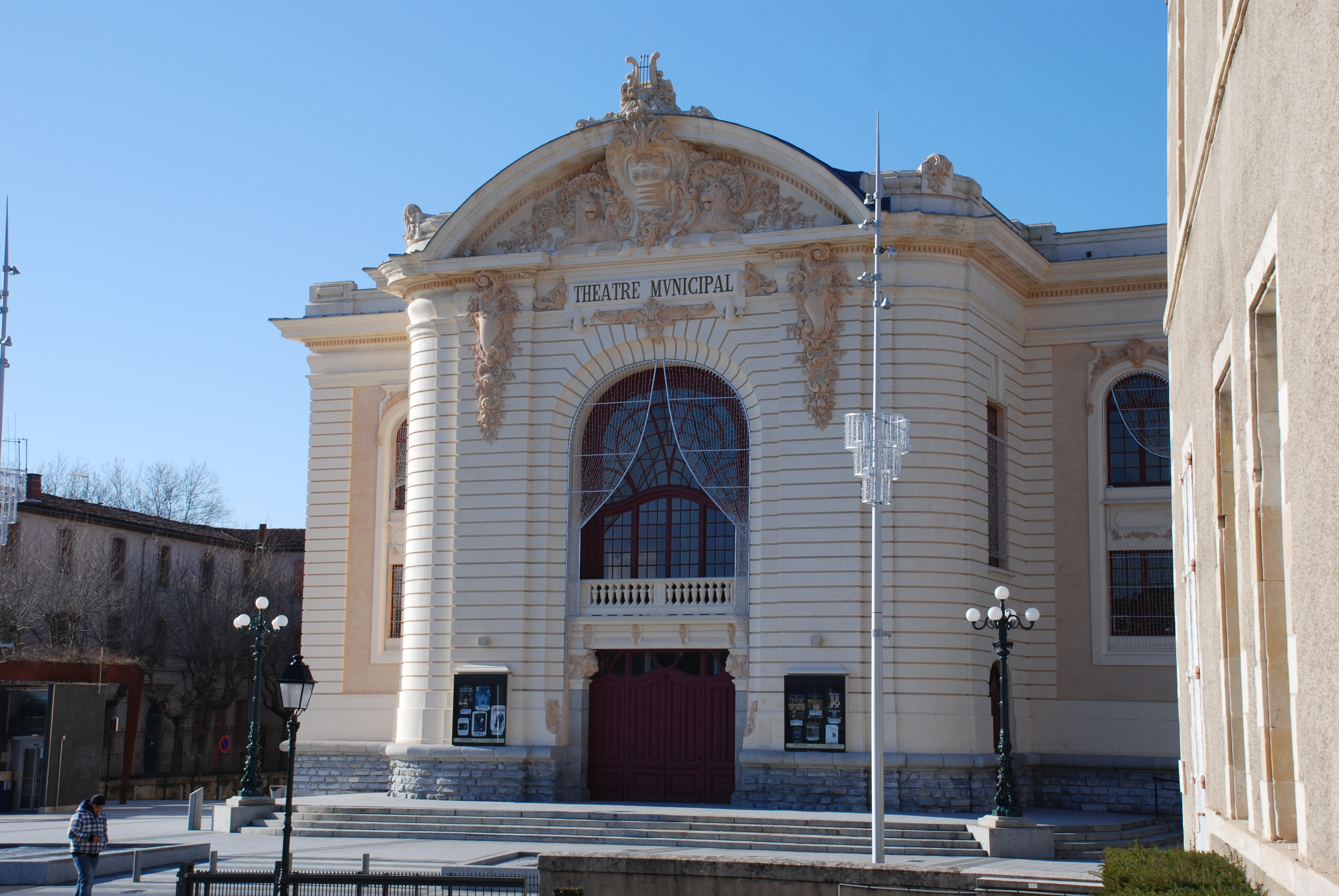
La façade du théâtre ornée de sculptures, décorations et des armoiries de la ville.
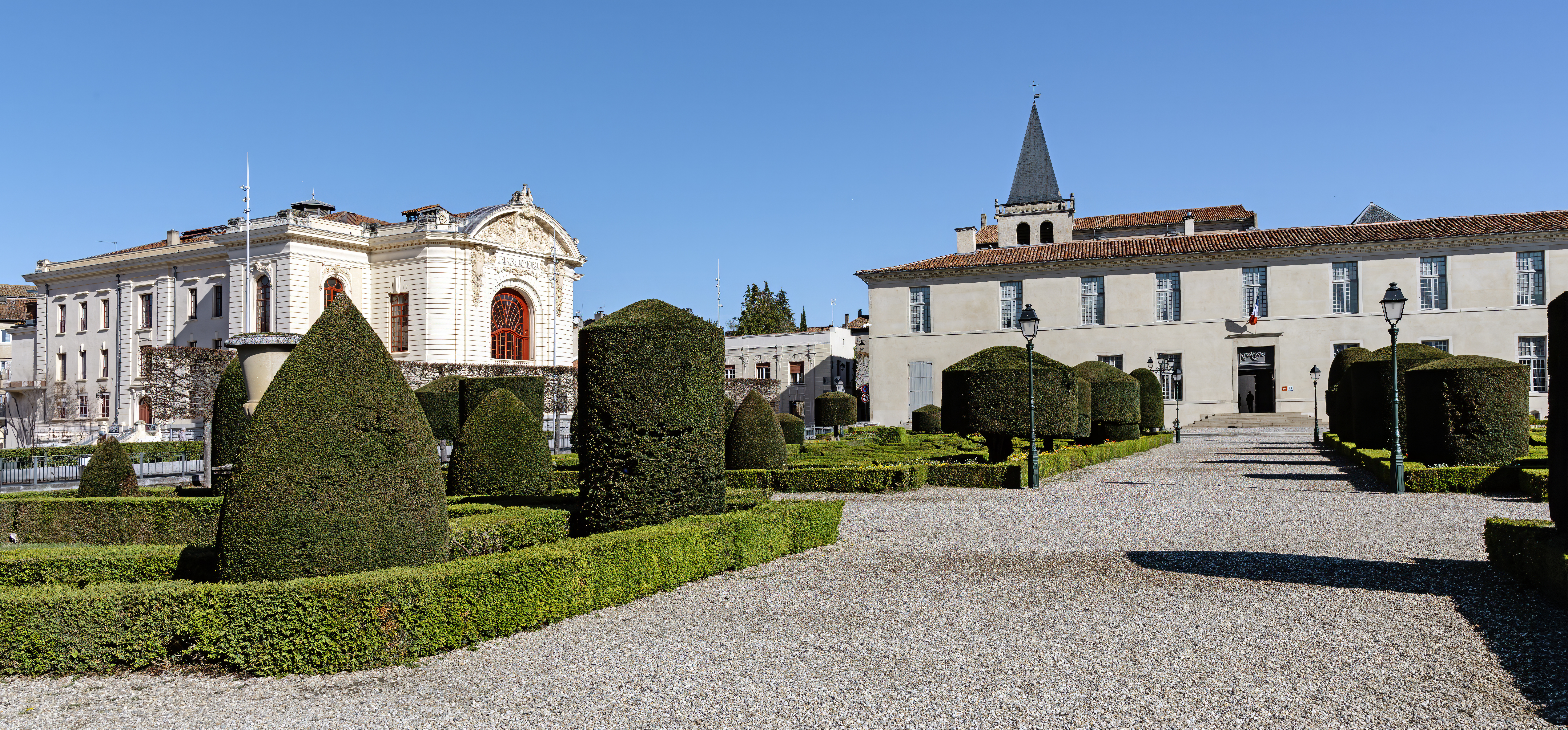
Le théâtre de Castres situé en face de l'évêché et du jardin à la française.
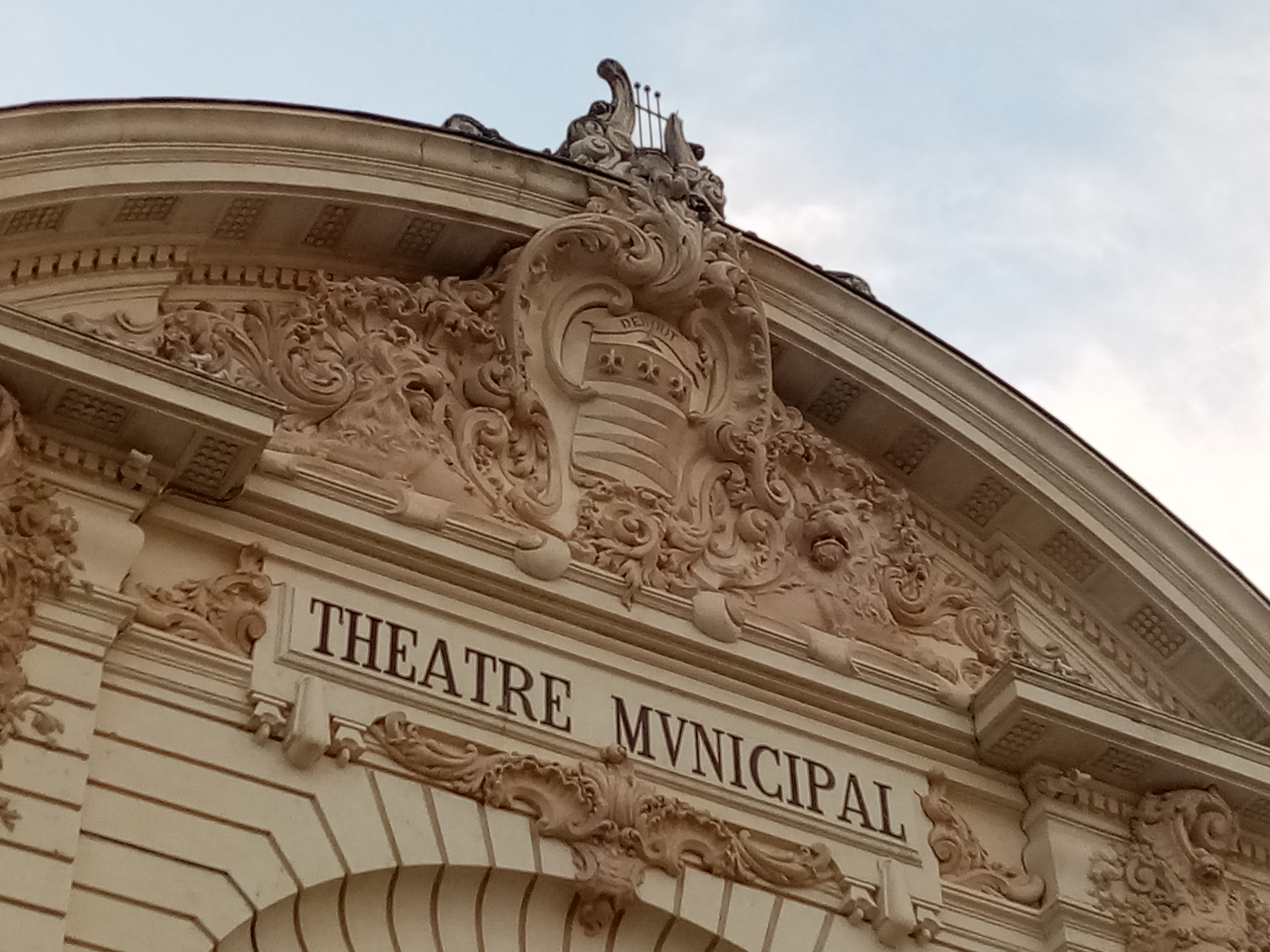
Lyre et blason de la ville de Castres sur le fronton du Théâtre.
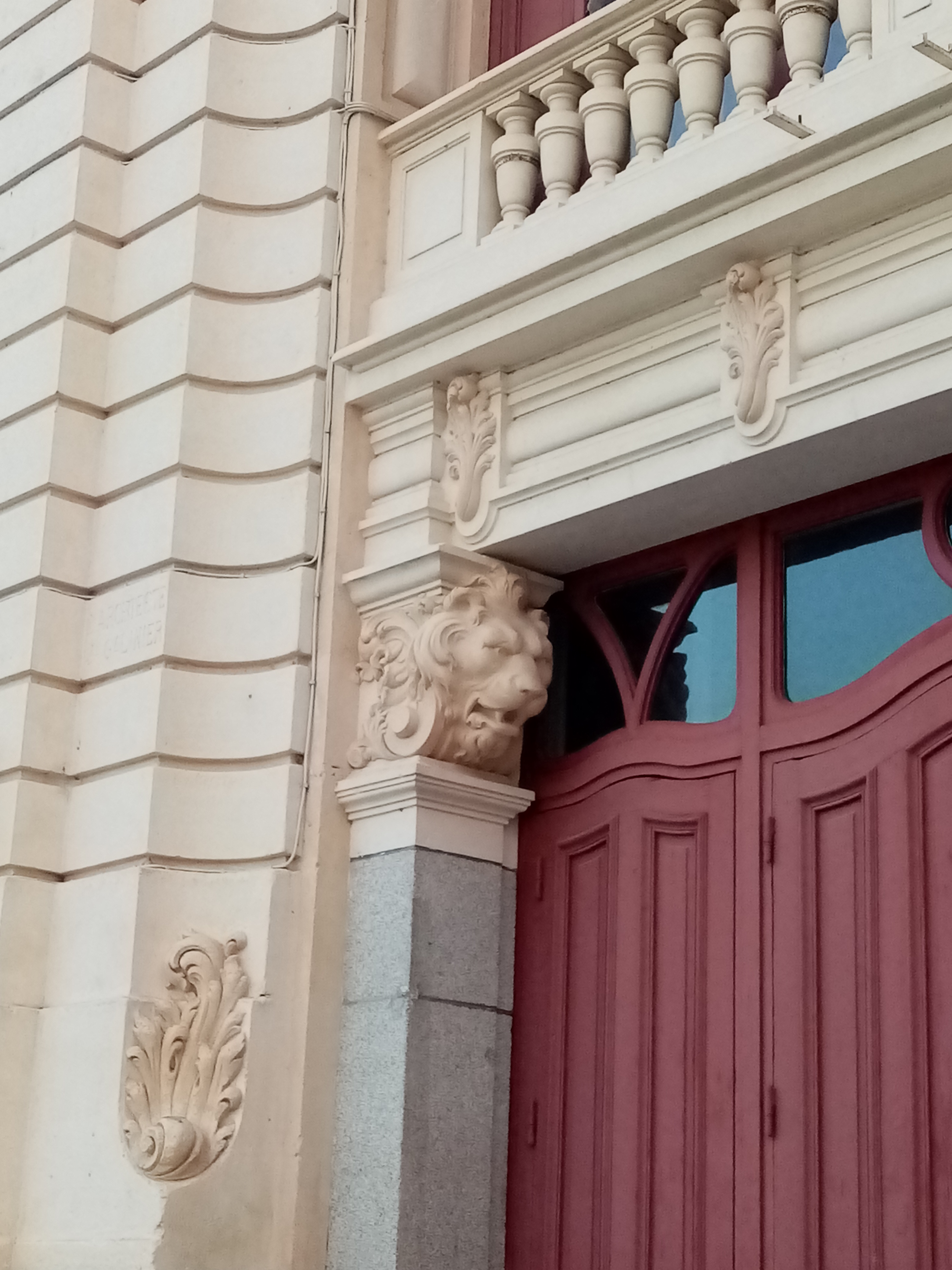
Tête de tigre sculpté dans l'angle de l'entrée.
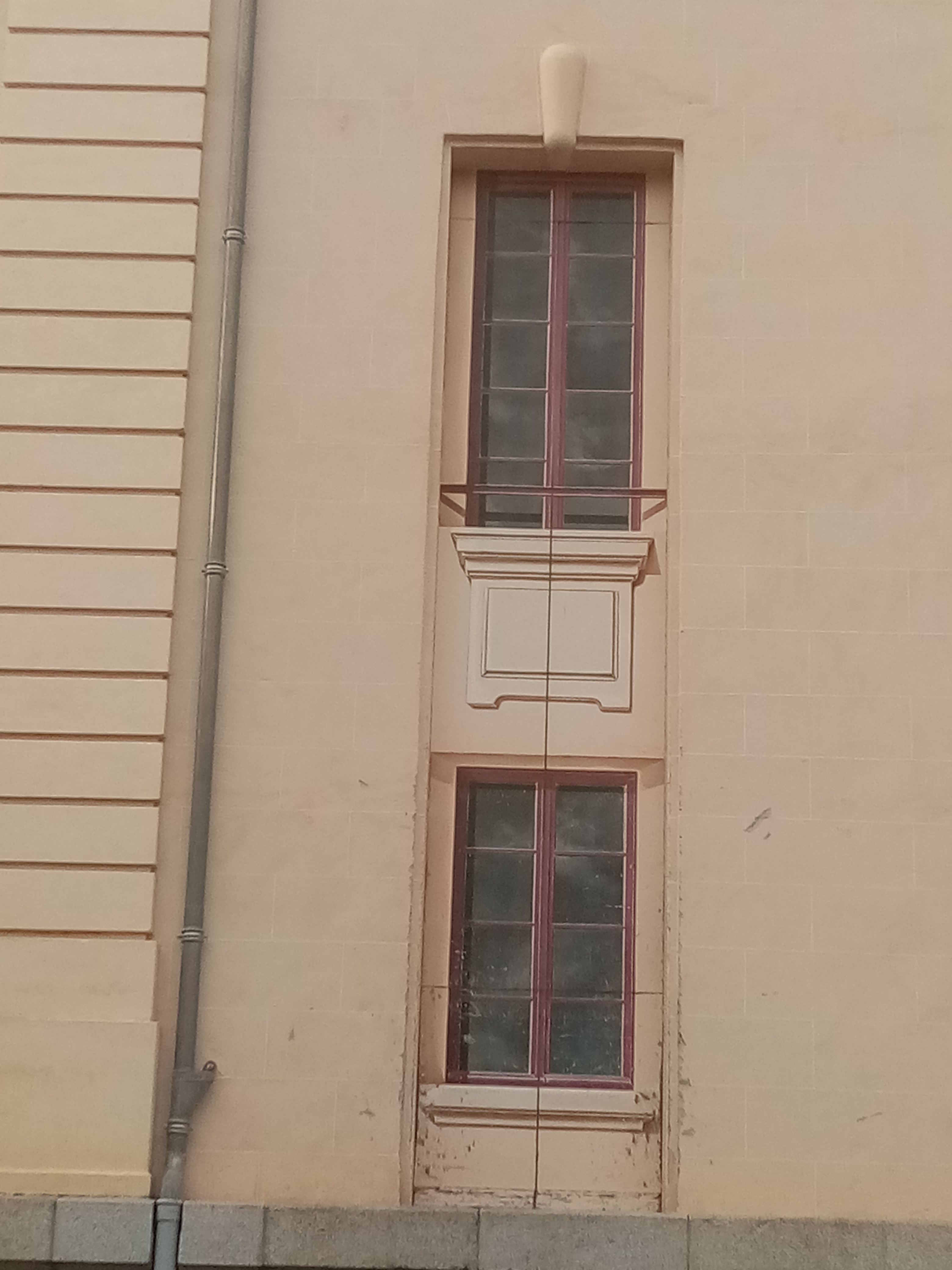
Fenêtres latérales en trompe l'oeil pour faire entrer les décors des spectacles.

## Description
Le style extérieur s'inspire de l'art rococo italien. L'entrée principale est située au milieu de la façade, dans un avant-corps à voute sur deux étages. Il est surmonté d'un fronton arrondi décoré de rocailles et du blason de la ville. Deux ailes latérales en retrait abrite les escaliers. 

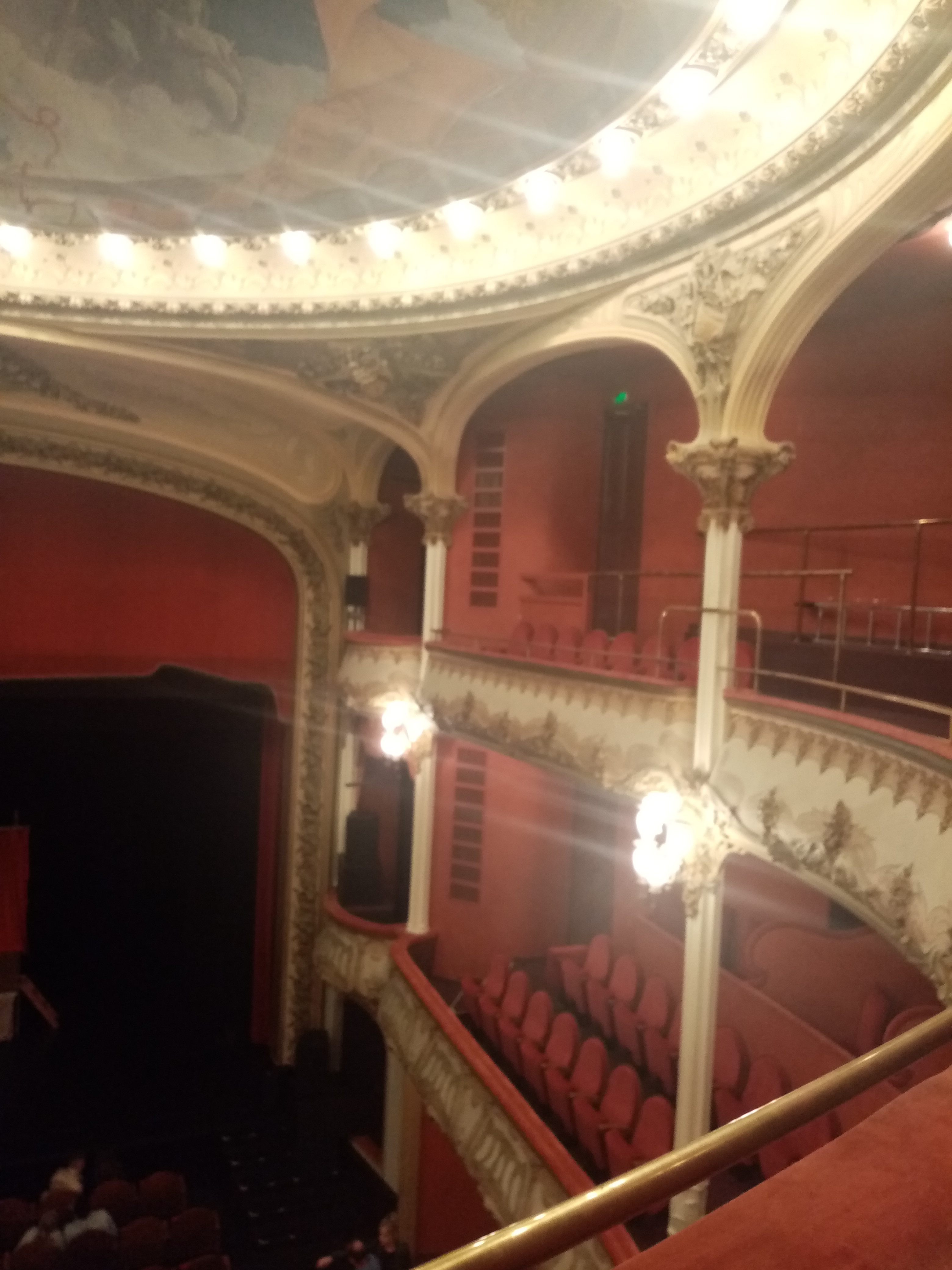
Balcons et grande coupole.

La décoration est de style Art nouveau. Le plafond de la salle est peint par Jean-Paul Laurens. Des sculptures de Viala sont du même style.

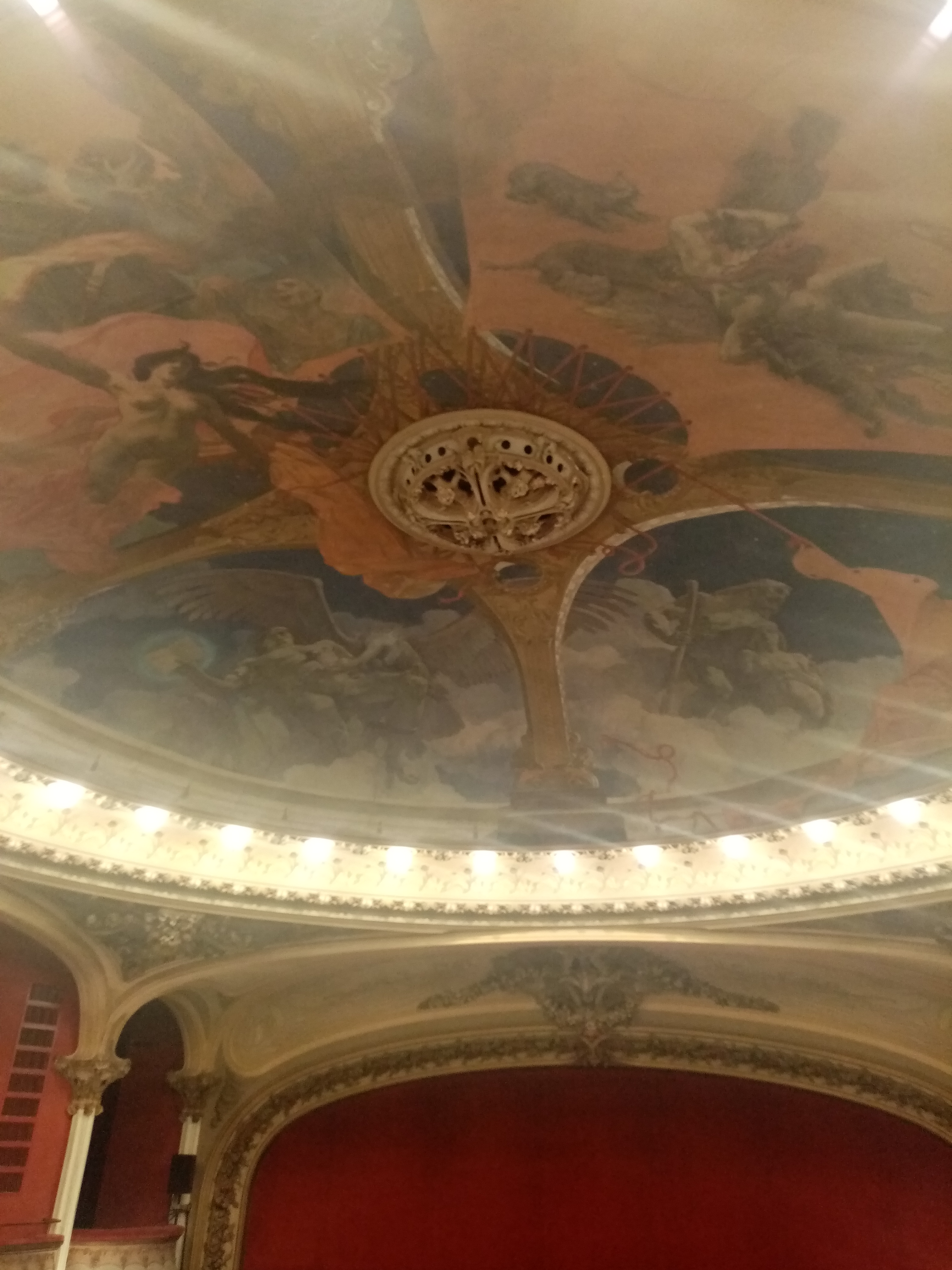
Coupole de Jean-Paul Laurens, 1906.